# Alessandro Garbisi

a Compétitions nationales et continentales officielles uniquement.

b Matchs officiels uniquement.
Dernière mise à jour le 2 mars 2025.
Alessandro Garbisi, né le 11 avril 2002 à Mirano (Italie), est un joueur international italien de rugby à XV. Il évolue au poste de demi de mêlée au Benetton Trévise.
Il est le frère cadet de Paolo Garbisi, également joueur international italien de rugby à XV.

## Biographie
Né à Mirano, dans la ville métropolitaine de Venise, en Italie,, Alessandro Garbisi est formé par le Mogliano Veneto, où il commence sa carrière professionnelle en Championnat d'Italie. Lors de l'été 2021, il intègre en prêt la franchise d'United Rugby Championship de Trévise, le Benetton Trévise, où il signe définitivement en 2022,,.

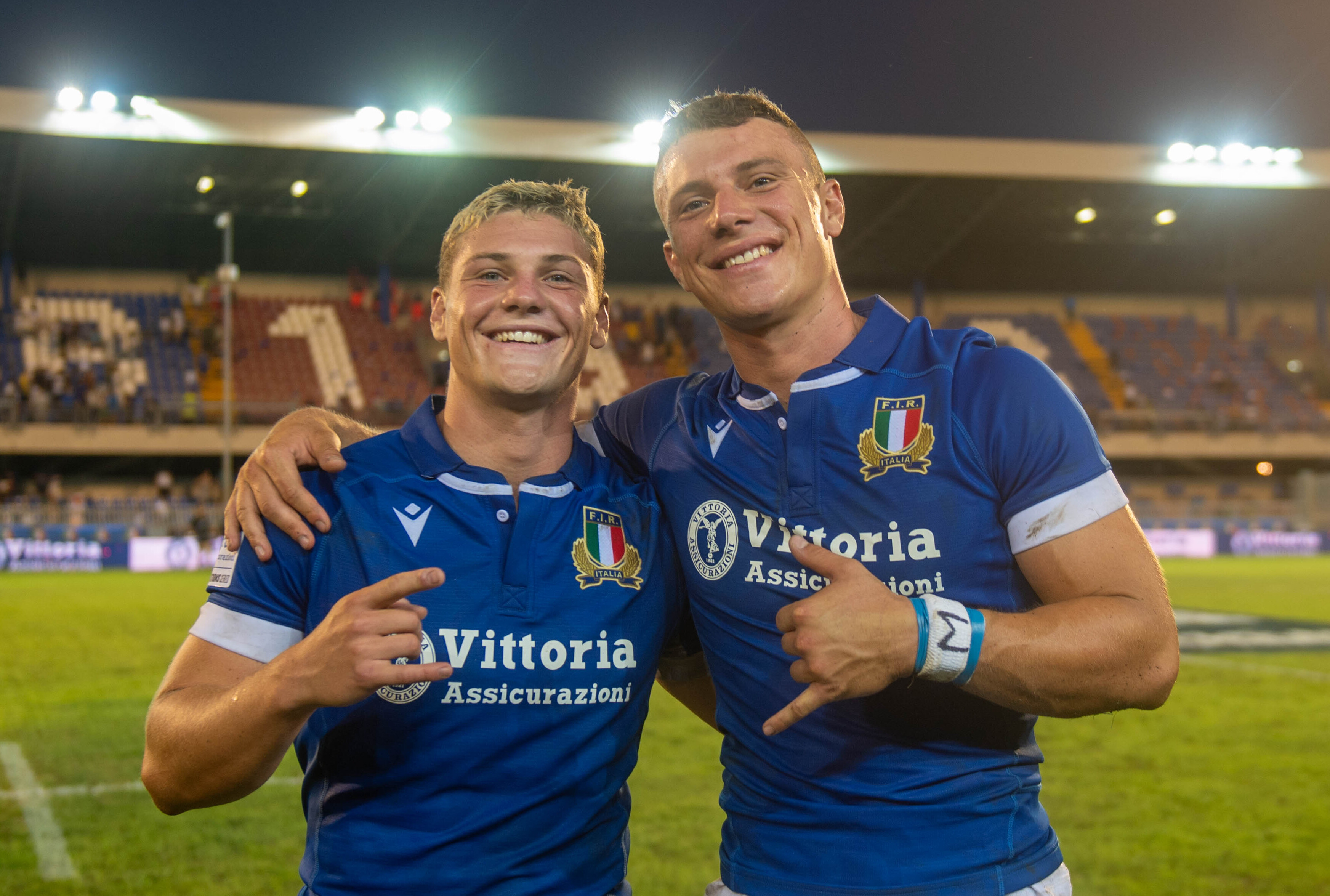
Alessandro Garbisi partage des sélections en équipe d'Italie avec son frère ainé Paolo.

Le 30 mai 2022, il est sélectionné avec l'Italie par Kieran Crowley pour la tournée estivale,. Il fait ses débuts contre la Roumanie le 1er juillet 2022, marquant un essai comme titulaire, alors que son frère ainé Paolo Garbisi entre aussi en jeu pour former la charnière avec lui.
En mai 2023, il est sélectionné avec l'Italie dans un groupe de 46 joueurs pour préparer la Coupe du monde 2023.
En janvier 2024, il est convoqué pour le Tournoi des Six Nations.